# Giro Rosa 2015
Il Giro Rosa 2015, ventiseiesima edizione del Giro d'Italia femminile, si svolse tra il 3 e il 12 luglio 2015 su un percorso di 894 km suddivisi in nove tappe. Venne vinto dall'olandese Anna van der Breggen, davanti alle statunitensi Mara Abbott e Megan Guarnier, con il tempo di 24h15'08".

## Percorso
Il percorso misura 894 chilometri, suddivisi in nove tappe più un prologo a cronometro. La corsa parte da Lubiana, in Slovenia per concludersi a San Domenico di Varzo.

## Tappe
| Tappa  | Data      | Percorso                              | km    | Vincitore di tappa     | Leader cl. generale  |
| ------ | --------- | ------------------------------------- | ----- | ---------------------- | -------------------- |
| Prol.  | 3 luglio  | Lubiana (SVN) (cron. individuale)     | 2     | Annemiek van Vleuten   | Annemiek van Vleuten |
| 1ª     | 4 luglio  | Kamnik (SVN) > Lubiana (SVN)          | 102,5 | Barbara Guarischi      | Lucinda Brand        |
| 2ª     | 5 luglio  | Gaiarine > San Fior                   | 121,5 | Megan Guarnier         | Megan Guarnier       |
| 3ª     | 6 luglio  | Curtatone > Mantova                   | 130   | Lucinda Brand          | Megan Guarnier       |
| 4ª     | 7 luglio  | Pioltello > Pozzo d'Adda              | 103   | Annalisa Cucinotta     | Megan Guarnier       |
| 5ª     | 8 luglio  | Trezzo sull'Adda > Aprica             | 128,4 | Pauline Ferrand-Prévot | Megan Guarnier       |
| 6ª     | 9 luglio  | Tresivio > Morbegno                   | 102,5 | Mayuko Hagiwara        | Megan Guarnier       |
| 7ª     | 10 luglio | Arenzano > Loano                      | 89,7  | Lucinda Brand          | Megan Guarnier       |
| 8ª     | 11 luglio | Pisano > Nebbiuno (cron. individuale) | 21,7  | Anna van der Breggen   | Anna van der Breggen |
| 9ª     | 12 luglio | Verbania > San Domenico di Varzo      | 92,7  | Mara Abbott            | Anna van der Breggen |
| Totale | Totale    | Totale                                | 894   |                        |                      |

## Squadre e corridori partecipanti
Partecipano alla competizione 19 squadre, diciassette formazioni UCI Women's, una squadra regionale e una rappresentativa nazionale, per un totale di 149 cicliste iscritte.
| N.    | Cod. | Squadra                     |
| ----- | ---- | --------------------------- |
| 1-8   | RBW  | Rabo-Liv                    |
| 11-18 | WHT  | Wiggle-Honda                |
| 21-28 | GEW  | Orica-AIS                   |
| 31-38 | DLT  | Boels-Dolmans               |
| 41-48 | ALE  | ALÉ-Cipollini               |
| 51-58 | ASA  | Astana-Acca Due O           |
| 61-68 | MEX  | Messico                     |
| 71-78 | TFA  | Tre Colli-Forno d'Asolo ACS |
| 81-88 | SEF  | Servetto-Footon             |
| 91-98 | TOG  | Top Girls Fassa Bortolo     |

| N.      | Cod. | Squadra                |
| ------- | ---- | ---------------------- |
| 101-108 | TLV  | Team Liv-Plantur       |
| 111-118 | LBL  | Lotto-Soudal Ladies    |
| 121-128 | MIC  | SC Michela Fanini-Rox  |
| 131-138 | VAI  | Aromitalia-Vaiano      |
| 141-148 | BTC  | BTC City Ljubljana     |
| 151-158 | BPK  | BePink-LaClassica      |
| 161-168 | BCT  | Bigla Pro Cycling Team |
| 171-178 | ISG  | Inpa Sottoli Giusfredi |
| 181-188 | VEL  | Velocio-SRAM           |

## Dettagli delle tappe

### Prologo
- 3 luglio: Lubiana (Slovenia) – 2 km

Risultati
| Pos. | Corridore            | Squadra  | Tempo |
| ---- | -------------------- | -------- | ----- |
| 1    | Annemiek van Vleuten | Bigla    | 2'48" |
| 2    | Lucinda Brand        | Rabo-Liv | a 1"  |
| 3    | Roxane Knetemann     | Rabo-Liv | s.t.  |

| Pos. | Corridore            | Squadra  | Tempo |
| ---- | -------------------- | -------- | ----- |
| 1    | Annemiek van Vleuten | Bigla    | 2'48" |
| 2    | Lucinda Brand        | Rabo-Liv | a 1"  |
| 3    | Roxane Knetemann     | Rabo-Liv | s.t.  |

### 1ª tappa
- 4 luglio: Kamnik (Slovenia) > Lubiana (Slovenia) – 102,5 km

Risultati
| Pos. | Corridore         | Squadra  | Tempo    |
| ---- | ----------------- | -------- | -------- |
| 1    | Barbara Guarischi | Velocio  | 2h32'23" |
| 2    | Lucinda Brand     | Rabo-Liv | s.t.     |
| 3    | Tiffany Cromwell  | Velocio  | s.t.     |

| Pos. | Corridore            | Squadra  | Tempo    |
| ---- | -------------------- | -------- | -------- |
| 1    | Lucinda Brand        | Rabo-Liv | 2h35'06" |
| 2    | Barbara Guarischi    | Velocio  | a 4"     |
| 3    | Annemiek van Vleuten | Bigla    | a 5"     |

### 2ª tappa
- 5 luglio: Gaiarine > San Fior – 121,5 km

Risultati
| Pos. | Corridore            | Squadra  | Tempo    |
| ---- | -------------------- | -------- | -------- |
| 1    | Megan Guarnier       | Boels    | 3h12'44" |
| 2    | Anna van der Breggen | Rabo-Liv | s.t.     |
| 3    | Ashleigh Moolman     | Bigla    | s.t.     |

| Pos. | Corridore            | Squadra  | Tempo    |
| ---- | -------------------- | -------- | -------- |
| 1    | Megan Guarnier       | Boels    | 5h47'49" |
| 2    | Anna van der Breggen | Rabo-Liv | a 2"     |
| 3    | Ashleigh Moolman     | Bigla    | a 5"     |

### 3ª tappa
- 6 luglio: Curtatone > Mantova – 130 km

Risultati
| Pos. | Corridore            | Squadra   | Tempo    |
| ---- | -------------------- | --------- | -------- |
| 1    | Lucinda Brand        | Rabo-Liv  | 3h17'57" |
| 2    | Valentina Scandolara | Orica-AIS | s.t.     |
| 3    | Elena Cecchini       | Lotto     | s.t.     |

| Pos. | Corridore            | Squadra  | Tempo    |
| ---- | -------------------- | -------- | -------- |
| 1    | Megan Guarnier       | Boels    | 9h07'01" |
| 2    | Anna van der Breggen | Rabo-Liv | a 2"     |
| 3    | Ashleigh Moolman     | Bigla    | a 5"     |

### 4ª tappa
- 7 luglio: Pioltello > Pozzo d'Adda – 103 km

Risultati
| Pos. | Corridore          | Squadra     | Tempo    |
| ---- | ------------------ | ----------- | -------- |
| 1    | Annalisa Cucinotta | ALÉ-Cipoll. | 2h46'44" |
| 2    | Marta Bastianelli  | Aromitalia  | s.t.     |
| 3    | Elena Cecchini     | Lotto       | s.t.     |

| Pos. | Corridore            | Squadra  | Tempo     |
| ---- | -------------------- | -------- | --------- |
| 1    | Megan Guarnier       | Boels    | 11h53'45" |
| 2    | Anna van der Breggen | Rabo-Liv | a 2"      |
| 3    | Ashleigh Moolman     | Bigla    | a 5"      |

### 5ª tappa
- 8 luglio: Trezzo sull'Adda > Aprica – 128,4 km

Risultati
| Pos. | Corridore              | Squadra  | Tempo    |
| ---- | ---------------------- | -------- | -------- |
| 1    | Pauline Ferrand-Prévot | Rabo-Liv | 3h16'28" |
| 2    | Megan Guarnier         | Boels    | a 1"     |
| 3    | Anna van der Breggen   | Rabo-Liv | s.t.     |

| Pos. | Corridore            | Squadra  | Tempo     |
| ---- | -------------------- | -------- | --------- |
| 1    | Megan Guarnier       | Boels    | 15h10'07" |
| 2    | Anna van der Breggen | Rabo-Liv | a 5"      |
| 3    | Ashleigh Moolman     | Bigla    | a 12"     |

### 6ª tappa
- 9 luglio: Tresivio > Morbegno – 102,5 km

Risultati
| Pos. | Corridore        | Squadra | Tempo    |
| ---- | ---------------- | ------- | -------- |
| 1    | Mayuko Hagiwara  | Wiggle  | 3h12'26" |
| 2    | Megan Guarnier   | Boels   | a 24"    |
| 3    | Ashleigh Moolman | Bigla   | s.t.     |

| Pos. | Corridore            | Squadra  | Tempo     |
| ---- | -------------------- | -------- | --------- |
| 1    | Megan Guarnier       | Boels    | 18h22'15" |
| 2    | Anna van der Breggen | Rabo-Liv | a 11"     |
| 3    | Ashleigh Moolman     | Bigla    | a 14"     |

### 7ª tappa
- 10 luglio: Arenzano > Loano – 89,7 km

Risultati
| Pos. | Corridore        | Squadra  | Tempo    |
| ---- | ---------------- | -------- | -------- |
| 1    | Lucinda Brand    | Rabo-Liv | 2h38'15" |
| 2    | Megan Guarnier   | Boels    | a 2'41"  |
| 3    | Ashleigh Moolman | Bigla    | s.t.     |

| Pos. | Corridore            | Squadra  | Tempo     |
| ---- | -------------------- | -------- | --------- |
| 1    | Megan Guarnier       | Boels    | 21h03'41" |
| 2    | Ashleigh Moolman     | Bigla    | a 16"     |
| 3    | Anna van der Breggen | Rabo-Liv | a 17"     |

### 8ª tappa
- 11 luglio: Pisano > Nebbiuno – Cronometro individuale – 21,7 km

Risultati
| Pos. | Corridore            | Squadra  | Tempo   |
| ---- | -------------------- | -------- | ------- |
| 1    | Anna van der Breggen | Rabo-Liv | 36'05"  |
| 2    | Megan Guarnier       | Boels    | a 1'03" |
| 3    | Ashleigh Moolman     | Bigla    | a 1'16" |

| Pos. | Corridore            | Squadra  | Tempo     |
| ---- | -------------------- | -------- | --------- |
| 1    | Anna van der Breggen | Rabo-Liv | 21h40'03" |
| 2    | Megan Guarnier       | Boels    | a 46"     |
| 3    | Ashleigh Moolman     | Bigla    | a 1'15"   |

### 9ª tappa
- 12 luglio: Verbania > San Domenico di Varzo – 92,7 km

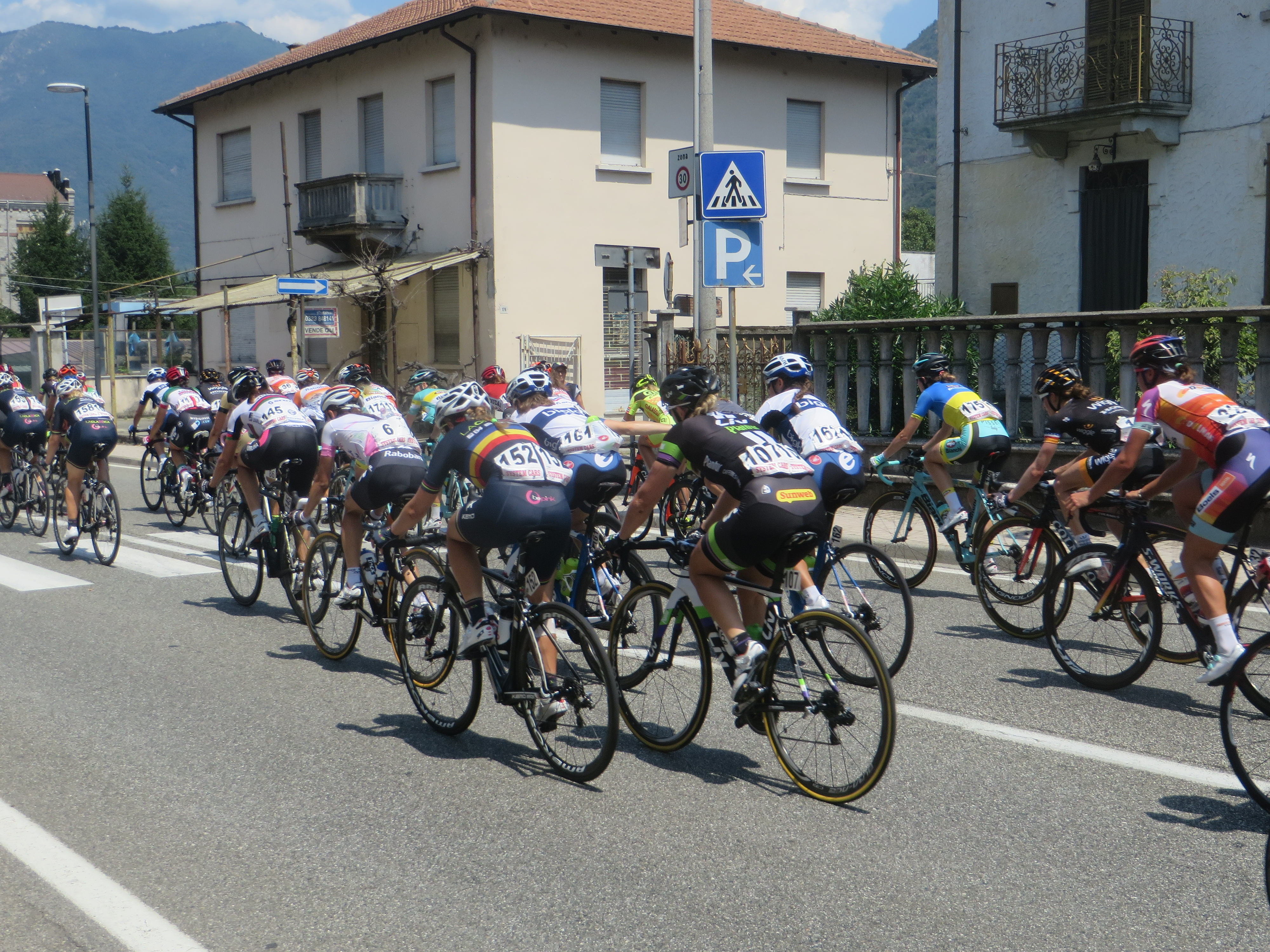
Il gruppo all'altezza di Gravellona Toce

Risultati
| Pos. | Corridore            | Squadra     | Tempo    |
| ---- | -------------------- | ----------- | -------- |
| 1    | Mara Abbott          | Wiggle      | 2h34'16" |
| 2    | Anna van der Breggen | Rabo-Liv    | a 55"    |
| 3    | Flávia Oliveira      | ALÉ-Cipoll. | a 1'13"  |

| Pos. | Corridore            | Squadra  | Tempo     |
| ---- | -------------------- | -------- | --------- |
| 1    | Anna van der Breggen | Rabo-Liv | 24h15'08" |
| 2    | Mara Abbott          | Wiggle   | a 1'30"   |
| 3    | Megan Guarnier       | Boels    | a 1'43"   |

## Evoluzione delle classifiche
| Tappa              | Vincitrice             | Classifica generale Maglia rosa | Classifica a punti Maglia ciclamino | Classifica GPM Maglia verde | Classifica giovani Maglia bianca | Classifica italiane Maglia azzurra |
| ------------------ | ---------------------- | ------------------------------- | ----------------------------------- | --------------------------- | -------------------------------- | ---------------------------------- |
| Prol.              | Annemiek van Vleuten   | Annemiek van Vleuten            | Annemiek van Vleuten                | non assegnata               | Pauline Ferrand-Prévot           | Valentina Scandolara               |
| 1ª                 | Barbara Guarischi      | Lucinda Brand                   | Lucinda Brand                       | Małgorzata Jasińska         | Pauline Ferrand-Prévot           | Barbara Guarischi                  |
| 2ª                 | Megan Guarnier         | Megan Guarnier                  | Lucinda Brand                       | Carlee Taylor               | Katarzyna Niewiadoma             | Elisa Longo Borghini               |
| 3ª                 | Lucinda Brand          | Megan Guarnier                  | Lucinda Brand                       | Carlee Taylor               | Katarzyna Niewiadoma             | Elisa Longo Borghini               |
| 4ª                 | Annalisa Cucinotta     | Megan Guarnier                  | Lucinda Brand                       | Carlee Taylor               | Katarzyna Niewiadoma             | Elisa Longo Borghini               |
| 5ª                 | Pauline Ferrand-Prévot | Megan Guarnier                  | Lucinda Brand                       | Carlee Taylor               | Katarzyna Niewiadoma             | Elisa Longo Borghini               |
| 6ª                 | Mayuko Hagiwara        | Megan Guarnier                  | Megan Guarnier                      | Flávia Oliveira             | Katarzyna Niewiadoma             | Elisa Longo Borghini               |
| 7ª                 | Lucinda Brand          | Megan Guarnier                  | Lucinda Brand                       | Flávia Oliveira             | Katarzyna Niewiadoma             | Elisa Longo Borghini               |
| 8ª                 | Anna van der Breggen   | Anna van der Breggen            | Megan Guarnier                      | Flávia Oliveira             | Katarzyna Niewiadoma             | Elisa Longo Borghini               |
| 9ª                 | Mara Abbott            | Anna van der Breggen            | Megan Guarnier                      | Flávia Oliveira             | Katarzyna Niewiadoma             | Elisa Longo Borghini               |
| Classifiche finali | Classifiche finali     | Anna van der Breggen            | Megan Guarnier                      | Flávia Oliveira             | Katarzyna Niewiadoma             | Elisa Longo Borghini               |

## Classifiche finali

### Classifica generale - Maglia rosa
| Pos. | Corridore            | Squadra     | Tempo     |
| ---- | -------------------- | ----------- | --------- |
| 1    | A. van der Breggen   | Rabo-Liv    | 24h15'08" |
| 2    | Mara Abbott          | Wiggle      | a 1'30"   |
| 3    | Megan Guarnier       | Boels       | a 1'43"   |
| 4    | Ashleigh Moolman     | Bigla       | a 2'12"   |
| 5    | K. Niewiadoma        | Rabo-Liv    | a 3'11"   |
| 6    | P. Ferrand-Prévot    | Rabo-Liv    | a 6'57"   |
| 7    | Flávia Oliveira      | ALÉ-Cipoll. | a 7'13"   |
| 8    | Elisa Longo Borghini | Wiggle      | a 8'17"   |
| 9    | Evelyn Stevens       | Boels       | a 9'08"   |
| 10   | Shara Gillow         | Rabo-Liv    | a 10'07"  |

### Classifica a punti - Maglia ciclamino
| Pos. | Corridore            | Squadra  | Punti |
| ---- | -------------------- | -------- | ----- |
| 1    | Megan Guarnier       | Boels    | 78    |
| 2    | Anna van der Breggen | Rabo-Liv | 70    |
| 3    | Lucinda Brand        | Rabo-Liv | 62    |
| 4    | Ashleigh Moolman     | Bigla    | 57    |
| 5    | Katarzyna Niewiadoma | Rabo-Liv | 36    |

### Classifica scalatori - Maglia verde
| Pos. | Corridore            | Squadra     | Punti |
| ---- | -------------------- | ----------- | ----- |
| 1    | Flávia Oliveira      | ALÉ-Cipoll. | 42    |
| 2    | Anna van der Breggen | Rabo-Liv    | 31    |
| 3    | Megan Guarnier       | Boels       | 26    |
| 4    | Mara Abbott          | Wiggle      | 24    |
| 5    | Ashleigh Moolman     | Bigla       | 22    |

### Classifica giovani - Maglia bianca
| Pos. | Corridore           | Squadra      | Tempo     |
| ---- | ------------------- | ------------ | --------- |
| 1    | K. Niewiadoma       | Rabo-Liv     | 24h18'19" |
| 2    | P. Ferrand-Prévot   | Rabo-Liv     | a 3'46"   |
| 3    | Francesca Cauz      | ALÉ-Cipoll.  | a 19'42"  |
| 4    | Sabrina Stultiens   | Liv-Plantur  | a 20'29"  |
| 5    | Alice Maria Arzuffi | Inpa Sottoli | a 20'44"  |

### Classifica italiane - Maglia azzurra
| Pos. | Corridore            | Squadra    | Tempo     |
| ---- | -------------------- | ---------- | --------- |
| 1    | Elisa Longo Borghini | Wiggle     | 24h18'19" |
| 2    | Francesca Cauz       | ALÉ-Cip.   | a 14'36"  |
| 3    | Alice Maria Arzuffi  | Inpa Sott. | a 15'38"  |
| 4    | Elena Cecchini       | Lotto      | a 27'02"  |
| 5    | Silvia Valsecchi     | BePink     | a 29'58"  |